# Brice Hortefeux
Brice Hortefeux (nascido em Neuilly-sur-Seine (Hauts-de-Seine), 11 de maio de 1958) é um político francês. Foi ministro para o trabalho, relações de trabalho, família, solidariedade e assuntos urbanos, ministro delegado para o governo local no Ministério do Interior e eurodeputado.

## Biografia
Foi ministro da Imigração, da Integração, da Identidade Nacional e do Co-desenvolvimento desde 17 de maio de 2007, no governo de François Fillon.